# 逮捕令 (漫畫)
《逮捕令》是藤島康介原作的日本漫畫作品，1986年到1992年刊載於講談社《週刊Morning·Party增刊》，單行本全7冊，由尖端出版社代理發行台灣中文版。
媒介改編方面，其曾經被多次製作成動畫、或拍攝成電視劇。

## 概要
以美女警察搭檔作為主角的喜劇。充滿動作、汽車追逐、機械要素，在日本以外也相當受歡迎。在漫畫、動畫、戲劇裡設定有些許變更，所以登場人物會不同。
- 原作中辻本夏實和小早川美幸[注 1] 一開始就已經是搭檔。
- 動畫版（OVA）從夏實配屬到警視廳墨東署的第一天就睡過頭快要遲到，因而數次違反交通規則結果被美幸搭乘的小巡邏車追著跑的地方開始。
- 電視劇的版本裡夏實和美幸也是在最初就一起行動。

原作和動畫雖然有些許差異不過內容大多一致，而電視劇裡故事整體被大幅修改，一般認為是所屬事務所與贊助廠商之影響所致。另外在播放話數的理由下，無法和原作或動畫版一樣把劇情照實地戲劇化。

## 考據
由於作者藤島康介是位摩托車迷，作品中對機械與引擎以及對汽車的動作場面描寫的相當寫實並且具有緊張感（實際上對漫畫或動畫沒興趣的機車騎士，也有許多本作品的支持者）。動畫版也同様地講究對機械的描繪，而且沒有偷工減料的地方。從以上的幾點，可以看出藤島身為機車蒐藏家的強烈熱情，與其描寫力之高超。
另外不只是對機械技術的考據，從對警察社會的描寫也能夠窺見藤島流的寫實主義。巡邏車或白色機車、迷你機車或小巡邏車等，除了對車輛的講究外，對於背景舞台的警察署、交通課之類的空間描寫，對人際關係、各項細節等也不見馬虎之處，以帶給主要登場人物的生活空間有充足的真實感。排除過去刑警戲劇般剛強的刻板印象式描寫，極力以開朗溫馨氣氛的工作場所來描繪也是其特徵的表現。
其後的《大搜查線》雖也能夠看到上述的情景，不過本作不僅是講述發生的事件，而是在警察內部也有重點式地描寫。對警察內部描述的考據相當踏實，沒有像《大搜查線》一樣過於脫離現實，重視周遭警察的形象而充滿寫實感。
對藤島而言這是第一次的警察作品，不過在畫本作品前，事先對警察內部氣氛與制度、職場環境、警察的工作情形等作了相當的取材。
此種溫馨的警察職場氣氛，帶給後來的《大搜查線》與《菜鳥刑警！》之類的刑警戲劇很大的影響。尤其是在《大搜查線》裡的職場情形與警察署的描寫受到本作相當程度的影響。
故事的概念是浪漫系的警察戲劇，但設定是紮實的作風因此可以說是以日常世界為舞台的浪漫路線。另外在虛構城市或城鎮為舞台的眾多漫畫作品中，以實際存在的地區（墨田區）為舞台、以及纖細地描寫警察而沒有脫離現實的這幾點，帶給讀者與觀眾親切感，提升了作品的人氣。

## 登場人物
角色名字後面有「聲」字為動畫版的聲優，「演」為電視劇版的演員。還有，動畫版、電視劇版的設定與原作會有所不同。

### 墨東署

#### 交通課

##### 主要人物
小早川美幸（聲：平松晶子／演：原沙知繪）
- 巡查。生日4月7日，身高：166cm，血型A型，三圍：93、56、95。在動畫版第1期年齡設定是23歲，第2期的設定為2年後的25歲。

冷静、溫和、頭腦清晰，然是個重度的機械狂，同時精通各類電氣電子設備。有暴走傾向，暴走時和平常安靜的形象差異頗大。和中嶋是情人的關係不過遲遲沒有進展（漫画的最后一话78话有让中嶋预约婚礼会场，作者在似乎暗示她和中嶋会有情人终成眷属）。籍貫在岡山縣，現居住於江東區。住處在警局附近的公寓，與夏實同居。髮型在原作初期是短髮，不過到了後期才漸漸變成長髮的設定（動畫版一開始即為長髮）。被好球男稱為「全壘打女2號」。
辻本夏實（聲：玉川紗己子／演：伊東美）
- 巡查。生日8月13日，身高：167cm，體重：47.5kg，血型O型，三圍：96、57、93。在動畫版第1期的年齡設定是23歲，第2期的設定為2年後的25歲（和美幸同年）。

美幸的搭檔。三角眼，巨乳。大食量，運動萬能，怪力驚人且帶有破壞傾向。個性豪爽富正義感。喜歡像課長般老成的大叔類型。籍貫在東京都台東區浅草，現住所是美幸的公寓。曾因調任警視廳本廳而和美幸的搭檔有一段期間取消過。擁有在小巡邏車（TODAY）側滑等時候，行進間打開車門用腳緊踏地面來輔助煞車的絕招「腳煞車」（此招式有個踏過頭就會把配給品的鞋子磨壞的缺點）。和東海林（只在動畫版出場）是情侶關係（電視劇中，電視劇的原創角色岡林俊介曾向夏實表白，二人疑似情侶關係）。被好球男稱為「全壘打女」。
二階堂賴子（聲：小櫻悅子／演：乙葉）　（原作當初是伊集院賴子、鳥羽賴子）
- 巡查。身高155cm。年齡23歲。

美幸、夏實的同僚，與葵雙葉是搭檔。眼鏡娘。喜歡八卦流言（ゴシップ），有時候因而造成多餘的騷動，并经常会被同僚装进袋子裡以示惩罚。主要工作是內勤，偶而會外出巡邏。因運氣好到合起雙眼開鎗可以全部命中目標、考試選擇題以鉛筆以（抽獎）形式也可全班第一而得以成為警校應屆畢業生中的第一名。
葵雙葉（聲：松本梨香）
- 巡查。身高172cm。

於動畫版第1期第5話初次登場。曾在搜查色狼時作為誘餌扮過女裝因此成癖，經常以女性姿態出現的男性警察官。言行舉止相當具有色氣，雖為男兒身但可以說是本作品中最有女人味的角色。常和賴子一起搭檔。對女警而言算是高大，不過因為是男的所以屬於平均身高。動畫版第2期中頭髮髮型有改變。如女生般喜歡洗衣服、打掃衛生，並擅長編織、裁縫、泡茶、插花，熟悉穿衣服的禮數和餐桌禮儀，會玩兒唱歌丟小布袋跟彈彈珠。曾經擅長高爾夫球、游泳、籃球，其籃球基礎在執勤工作中也有發揮。
中嶋劍（聲：島田敏／演：長嶋一茂）
- 巡查。身高190cm。年齡在原作中是26歲，電視劇裡受演出者的影響改為36歲，警銜也提升為巡查部長。

騎乘白色機車的警察官。帶眼鏡。自稱是「電單車王子」或「墨東警察署的白鷹」、「墨東白鷹」。純樸而身體剛健，但對戀愛外行，雖然是美幸的情人卻遲遲不見進展。對感情相當遲鈍，經常在即使有旁人助推或創造機會時也無法清楚地表達情感。愛車是山葉V-MAX（動畫版）。三重县鈴鹿市出身，在動畫版中聽到「勝浦」後不是到房總半島的勝浦市，而是駕機車飛到紀伊半島的那智勝浦去。漫畫的最後一話78話，美幸有拜託他預定婚禮會場，作者似乎在暗示兩位有情人將終成眷屬。
佐賀沙織（聲：丹下櫻→飯塚雅弓（第2期之後）／演：吉岡美穗）
- 女子高中生。動畫版第2期作為巡查入職。

曾經「自殺」未遂，後羨慕美幸和夏實因而嚮往成為警察。動畫版第2期達成心願受命為巡查，並配屬到墨東署交通課，執勤期間因與好球俠衝撞而被起了「禁止停車女」和「垃圾回收女」的綽號。但第3作開始已交代調離墨東署，並主要從事偵破網際網路犯罪。電視劇版裡最初就以新人巡查身份登場，主要負責聯誼，還有單戀岡林俊介（電視劇版原創角色）的情節。
交通課課長
- 交通課課長，警部。身高187cm[3]。年齡50歳[3]。

統領該課充滿個性的警員們。少立於前線但是判斷敏銳。常被身邊的人稱之為「課長」，本名不詳，不過在動畫版第2期時確定名字是花蝶（念作，和課長同音）。劍道水平很高，有「墨東署螳螂手」之稱但鮮為人知。原作、動畫版裡是男性。電視劇版時是女性名為牧村亮子的不同人，刀子嘴豆腐心，雖然口頭上對美幸和夏實很嚴厲，但卻總是袒護她們。
在動畫版第3期設定說本身是貓舌，不擅長喝熱飲。很喜歡吃鯛魚燒，變成很常斥責下屬。

##### 次要人物
金子留理子（聲：嶋崎遙香（第1期～第2期）→小野凉子 等（第3期））
巡查。夏實和美幸的同僚。在其他女警中稍微醒目。在動畫版第3期設定說根據沙織的說法是來自義大利的歸國子女，會說意大利语。還有在曾經代替感冒請假的夏實與美幸一起巡邏。
遠藤裕香（聲：大野麻里奈→早坂慶 或 高本惠）
巡查。夏實和美幸的同僚。因為在美女警花4人（暫且將葵雙葉歸類為女警）的影子下完全不醒目，多被本作品的支持者只記得「雜魚女警」的名稱。
林綾音（聲：茂呂田薰→長澤美樹→萩原惠美子）
巡查。夏實和美幸的同僚。在慌忙的交通課裡但不醒目。當初只被以額外人員一般視成交通課的風景，但在電影版時和遠藤一起有相當的活躍，洗刷了雜魚女警的污名。
家壽田美苗（聲：中村千绘）
巡查。夏實和美幸的同僚。
松田容子（聲：柊美冬）
巡查。夏實和美幸的同僚。
森田桂子（聲：小川智子）
巡查。夏實和美幸的同僚。
田代夏代（聲：高橋美佳子）
巡查。夏實和美幸的同僚。不過活躍度與金子對比相當的低。所以在動畫版第2期只要有金子出場的戲份中，很少有自己出頭講話的機會。
石井惠美子（聲：大原沙耶香（劇場版）、高橋美佳子（第2期））
巡查。夏實和美幸的同僚。
鮫島貞藏
巡查。中嶋的同僚。特徵是左額有一道十字傷疤。在漫畫版本來沒有設定名字。另外在動畫版第3期片頭動畫中與同僚眼鏡橋一起活躍。

直譯眼鏡橋椎介。巡查。中嶋的同僚。常與中嶋2人一起外出巡邏。另外在動畫版第3期片頭動畫中與同僚鮫島一起活躍。
前田真
巡查。
樋口明宏
巡查。
山口秀行
巡查。
坂田伸夫
巡查。
小林千明
巡查。
高野香織（聲：戶松遙）、藤枝櫻（聲：花澤香菜）
新人巡查。只在第24話登場。

#### 交通課以外的警察
德野（聲：澤木郁也）
任職於刑事課，代理課長，警部。看上美幸和夏實最強搭檔的實力偶而會請求協助調查。腕力比夏實還大。蒙面巡邏車多為本田LEGEND。
杉原（聲：室園丈裕（第1期）→相澤正輝（劇場版動畫））
任職於刑事課，警部。德野的搭檔。
岡林俊介
只在電視劇裡登場的原創角色。私底下暗戀夏實的刑事課警察官。愛車是标致307（應該是因為電視劇的贊助商是標緻的緣故）。在不知情夏實作臥底假結婚的情況下，向夏實表白過，但到中途就戛然而止了，而後夏實對其似乎也很認可。

### 墨東署以外的警察
東海林將司（聲：關智一）
動畫版的原創角色。巡查長。身高：169cm，體重：57kg。年紀比夏實少（年齡23歲，生日與夏實同一天）。隸屬於富山縣警山岳救助隊（實際存在的是山岳「警備隊」）。曾在墨東署做講師。和夏実是情侣关系。劍道水平較高，莫名喜歡吃香蕉，載具為一輛女士單車。
蟻塚貴男（聲：渡部猛）
都内各署所畏懼的本廳的監察官。警視正。通稱「本廳的閻魔大王」。於初期登場。不時會叮著交通課的成員。雖然表面嚴厲但實際上有相當的責任感和使命感，總是在行動中不顧自己越權也會暗中給屬下的搜查工作提供方便。同時也是課長在警察學校時代的恩師。
木下薰子（聲：榊原良子）
動畫版的原創角色。警視廳監察室主任，警部補。以管理職務為由被派遣至墨東署，看出夏實的能力而挖角到本廳。本作品中個性最成熟而冷靜的職業女姓警察。似乎是蟻塚警視正的心腹部屬。動畫版第2期裡有被認為是準備和交通課課長發生戀情的伏筆，不過並無後話。
相模大野千惠（聲：根谷美智子）
警視廳第一倒楣的女警，巡查。家裡是資産階級，對父母捐贈（警局）給自己專用的保時捷巡邏車這件事鬧得不愉快的樣子。和賴子是警校同期生。賴子的運勢強勁而霉運都跑到自己身上，因此視之為眼中釘，到墨東署要求決勝負。然而雖然每次按照比賽規則她都是贏家，但運勢強勁的賴子卻總是輸了比賽卻有其他的意外收穫，令相模大野千惠每次都不能如願享有獲勝的喜悅，反倒更加嫉妒賴子的好運。
柄本正（聲：佐古正人）
劇場版動畫的原創角色。任職於警視廳捜查一課，警部。在墨東署管轄內所發生的大型恐怖犯罪的捜查本部裡坐鎮。好像是課長的同期。用手枪射伤科长，以使科长避免受到牵连。
夜間哭泣的女警（聲：萩原惠美子）
動畫版的原創角色。常在動畫版第2期的片尾工作人員表中出現。於第1期曾經由田代和林她們2人頂替。實際上這角色是在第2期第17話第一次出場，真面目是一位夢想當女警但因交通事故身亡的幽靈，死後由墨東暑內的警員建立一座小型寺廟供奉。而該幽靈的外型和美幸很相似，因此曾被中嶋誤認，最後被葵等人驅除。
豬瀨文雄（演：伊東四朗）
電視劇版登場的墨東署署長。曾經命令課長對下屬進行減薪。很喜歡下將棋。
警察廳長官
日本警察的最高首長。曾經來到墨東署進行視察。
近藤巡查長
任職於警視廳交通機動隊，警部補。蒙面日產FAIRLADY Z的駕駛。在動畫版第1期（第41－42話）是009事件的幕後主謀。以前在墨東署用不當的方式執行公務，因此失去當地民眾的信任。
沖、池澤
任職於警視廳交通機動隊的白鷹隊員，巡査長。動畫版第1期（第41－42話）009事件的幕後主謀。2人在故事的最後被夏實和中島聯手逮捕。
大友、芳垣、菊池、植村、田中
管區內的發起交通取締強化運動事件的幕後主謀集團，其真實身分是警視廳的精英警察官僚。

### 其他人物
好球男（聲：堀秀行）（港譯：好球猛男）
身上穿戴著面具、棒球制服和斗蓬的神秘男子。擅自以個人的正義感引起各種破壞活動。他將打出自己所投的球的夏實（擅自）稱為「全壘打女」視其為勁敵。愛車是哈雷FLSTF（漫畫版裡也有出現將AC Cobra改造過的「三星」（引擎蓋上貼有3顆星星））。有時會在季節限定之下化身成沙灘排球猛男或是聖誕老人猛男。其名字中的片假名為英文STRIKE的音譯，指棒球術語中的好球，面具上的字母S亦為STRIKE的首字母；假扮聖誕老人猛男時，自己解釋S為Santa（聖誕老人）的首字母；假扮沙灘排球猛男時，字母改為V，為Volleyball（排球）的首字母。由於他曾經在底特律生活，因此初期不太適應兩地之間的時差
速可達大嬸（聲：鯨）（港譯：綿羊仔大嬸）
駕駛本田DJ-1（動畫版裡是鈴木Let's），主張「只要有駕照做什麼都可以」，從逆駛單行道，到為了趕上超級市場的特賣無視所有的道路交通法。連美幸和夏實也拿她沒轍。視自己騎乘的速可達為生命的一部分，曾在漫畫版第37話（動畫版第1期第10話）因速可達從車站的停車場被偷走而著急。電視劇版未登場。
FOX和尚（聲：有本欽隆）
動畫版的原創角色。名刹自力本願寺的和尚。愛車是迷你ERA Turbo。交通課課長的叔父。
祐太（聲：大瀧之弘→高崎慶佑（第2期）→島田達矢（第3期））
管區內的若葉幼稚園園童（動畫版第2期時升上墨東小學）。對夏實和美幸直接稱呼名字，之後遇上夏實和美幸出現的事件就會跑來湊熱鬧。
正志（聲：入野自由（OVA、第1期）→秋山拓也（第2期）→橫溝巧（第3期））
管區內的若葉幼稚園園童，人小鬼大（動畫版第2期時升上墨東小學）。與祐太一樣對夏實和美幸直接稱呼名字。
真穗（聲：須藤祐實→坂口杏奈（第2期）→本池友香（第3期））
管區內的若葉幼稚園園童（動畫版第2期時升上墨東小學）。對夏實和美幸則以「夏實姊姊」和「美幸姊姊」稱呼。OVA第2話之後成為夏實和美幸所救的小貓的飼主。
中嶋大丸（聲：青野武）
中嶋的父親。生日1月1日，年齡65歳。過去住在鈴鹿市（所以中嶋也是鈴鹿出身），因為某種理由搬來墨東署管區內。動畫版第1期在故事中盤裡開設機車商店「ZAPPER」。愛車是DUCATI 900SS。在動畫版第1期第17話提到以前在賽車手時代因為一場意外造成左眼失明而選擇引退。
中嶋瀨奈（聲：小西寬子→折笠富美子（第2期之後））
大丸的繼室。舊姓若林。生日12月28日。和大丸歲數差異很大（比劍年紀來的小。原作裡劍是26歲，瀨奈卻是20歲）。不過對劍和大丸分別則以「阿劍（剣君）」和「大丸先生（大丸さん）」稱呼。在鈴鹿被稱為「鈴鹿山的妖精女王（フェアリー·クイーン）」，在飆車族中成為傳說人物。第一次跑輸的對象是大丸，因這個機緣開始與其交往。愛車是Caterham Super7 BDR Cosworth 4行程特別版。
本田敏郎（聲：光岡湧太郎）
動畫版第2期登場的原創角色。在中嶋大丸的機車商店「ZAPPER」工作的機械技師。有看到車就會擅自調校的毛病。但是不敢坐車。
本田惠（聲：齋藤彩夏）
動畫版第2期登場的原創角色。敏郎的獨生女，祐太、翔、真穗的小學同班同學。大概是因為母親過世的緣故，表現出與年齡不符合的冷靜態度。
墨田區怪人同盟（聲：大塚明夫（大田）、置鮎龍太郎（山川））
藍田慎一（聲：鈴木勝美）
賣事故車拼裝成的SUBARU R-2給夏實的罪魁禍首。在汽車特技的場景裡搭乘以偷來的零件進行過相當程度改裝的豐田車（漫畫版裡是豐田SUPRA、動畫版是豐田CAMRY）。
鹿塚時雄（聲：關俊彥）
偶像歌手。暱稱。以前多次違反交通規則，不過似乎有警察高層的門路因而違規記錄都被銷掉了。知道這件事的墨東署成員在懲罰他之後事情告一段落。漫畫版裡和沙灘排球男（好球男所偽裝，其實從一開始就被識破）組隊（動畫版改成由中嶋頂替）參加沙灘排球比賽，壯烈地慘敗給夏實美幸拍檔。其名字來自以前和原作者藤島都在《Morning》發表連載的漫畫家神塚時雄。
蓮見由香（聲：村井每早）
動畫版第2期第13話登場的原創角色。當紅頂尖的演技派新人女演員，個性溫柔、好勝心強。在拍攝刑警劇之前，為了了解警察的實際生活而前往墨東署進行進行社會見習。於是課長叫夏實和她一起進行巡邏，並從夏實身上看到警察事實上有很多工作要處理。因此在結束社會見習之後在拍攝刑警劇時了解到不能用業餘的心態看待警察的工作。
墨東署食堂的大嬸（聲：上村典子）
長年在墨東署為警察同仁提供餐點服務的大嬸。同時兼職署內的清潔婦。個性圓融溫和。於漫畫版第28話（動畫版特別篇1第3.2話）中看到來署內餐廳吃飯的警察同仁日漸變少（因餐廳位於地下室的幽暗處、大多警員都選擇向墨東署對面一家的店員都是年輕女性、新開的便當店訂購午餐），於是夏實和美幸聽完大嬸的煩惱之後決定來將餐廳進行改造，結果讓餐廳成功恢復盛況。
綠衣大嬸
保護幼兒與兒童防犯、保安、交通安全的婦人。和墨東署是熟面孔。
岬·阿布德夏（聲：石田彰）（港譯：砂希·阿卜杜查王子）
動畫版第1期第22話登場。來自中東王國的王子，王位繼承者第一人選，16歳。母親是日本人。因受到祖國長年局勢動盪不安而秘密逃到日本。最後在跟賴子進行國際文化交流之後受到賴子感染與之立下誓約並決定回國。
夏實（聲：無）
動畫版第2期登場的原創角色。一隻在街頭流浪的猴子。因為個性和沒有食物吃就會生氣的夏實很像，結果被東海林暫時領養時就這樣直接命名。
城山良介（聲：柊美冬）
經常在东京铁塔徘徊的少年。組建「東京探險隊」（簡稱「東探」），實際成員只有自己一人。動畫版中與課長在東京鐵塔相遇，在後來的事故中被課長所救。
菅野鷹也（聲：肝付兼太）
大丸賽車手時期的昔日戰友，亦是與賽車手時期大丸搭檔的機車調整技師。認為是自己沒有調整好機車致使大丸比賽失利因而飲酒過度導致左腿殘疾。
岡崎裕一（聲：谷耕史）
瀨奈的表兄。
波克西（聲：緒方賢一）
大丸的機車車友。是一位外表看起來很道地，但口是心非的牧師。
八百伐（聲：澤律夫）
戴尼斯（聲：峰惠研）
奧金
紀西耶
甘恩
坂井禮子（聲：永島由子）
圓（聲：南央美）
山田安代（聲：白鳥由里）
海田美惠（聲：池澤春菜）
川田和代（聲：大本真基子）
秋本恆孝（聲：今井由香）
北小路鄉（聲：鹽澤兼人）
公惠（聲：篠原惠美）
動畫版第1期第25話登場。與男性（聲：園部啟一）2人是該話強盗事件的幕後黑手。
怪盗704號（聲：山口健）
經常以獨居老人為目標入室盜竊，擅長變裝，亦有變聲的能力。

### 遊戲版登場人物
有栖川亮介（聲：石川英郎）
警視廳監察官室男性警察官。階級為警部補。24歳。
有栖川千春（聲：柚木涼香）
亮介的妹妹。就讀護理學校。18歳。
雪瑞·F·維爾納（聲：增田由紀）
密史脫拉（聲：平田廣明）
御堂
警視廳監察官室警察官。蟻塚警視正的部下，亮介的直屬上司。亮介對他則以「前輩」稱呼。因為只在文字書面中的名字登場，所以性別、年齡、階級都是不明。

## 使用車輛
本田TODAY
小型巡邏車，代號「迷你警車4號」。美幸所駕駛。年代不明，圓形頭燈的初期款。強化過引擎、抓地力，特別的是引擎裝載了硝基推進器。原作裡將EH型調整成DOHC，不過在OVA版裡則是調整加熱用的E07A。漫畫版裡為了阻止失控的卡車而毀壞的TODAY，取其他台TODAY中正常的引擎裝載到車體後部，變成為雙引擎的4WD。此外OVA版裡將A錯讀成4。OVA的音樂影帶用與連續劇版共2次，實際製作了真車。而前排氣網上面的旭日章在原作、動畫版裡並不存在，但在電視劇版時裝上了。
本田MOTOCOMPO
接近折疊式的50CC機車。平時堆在TODAY的行李箱。雖然沒有被指定為緊急車輛，不過和普通巡邏車一樣塗成黑白相間，裝上紅色回轉燈（原作沒有裝）。由夏実所駕駛。和TODAY同樣有製作真車。
山葉YSR50
漫畫版早期被（強硬地）裝載在TODAY上。只登場過1次，之後就換成了MOTOCOMPO。被稱作Jr.（junior）。（MOTOCOMPO是Jr2）
鈴木GSX-R750
美幸所調整過的白色機車。把2個頭燈其中一個卸下換成廣播、警鳴用的擴音器。主要是由中嶋所駕駛，而在原作裡夏実實也曾使用過幾次。可能是因為劇中用車製作困難的關係，連續劇版裡將本田VFR750A仿照以實際存在的白色機車VFR750P製作出的車輛。
川崎忍者ZX-9R
動畫版第2期登場的白鷹巡邏隊專用機車，由中嶋所駕駛。
日產FAIRLADY Z
本田NSX
只在OVA第4話作為巡邏車登場，由交通課課長所使駕駛。
豐田Sports 800（日语：トヨタ・スポーツ800）
美幸私人用車。1967年款式的初期型。車體顏色為青色。
山葉RZ250
夏實的私人用車。此外在漫畫版裡另有一台山葉POCKE作為備用機車。
速霸陸R-2
只在漫畫版FILE55、動畫版第1期FILE.32中登場。夏實第一次買的車（其實是事故車的零件拼裝），經美幸改造成小巡邏車。漫畫版裡將山葉RZV500R的引擎2座裝載在前後，是普通人無法駕駁程度的快車。動畫版裡因為沿用夏實買入後馬上壞掉的RZV的引擎，應該變成只有1座引擎。
本田Legend
墨東署內的覆面巡邏車。在動畫版第2期第1話裡被夏實破壞了1台。
本田STEP WGN
在劇場版動畫時襲擊墨東署嫌犯的車輛。
日產SKYLINE
在劇場版動畫時襲擊墨東署嫌犯的車輛。
三菱Minica（以第7代為原型）
動畫版第1期和劇場版動畫登場的巡邏用迷你金龜車，由賴子等人駕駛。
鈴木Kei
動畫版第3期登場的另一台巡邏用迷你金龜車「墨東3號」，同樣由賴子等人駕駛。
三菱Galant（以第8代為原型）
動畫版第1、2期和劇場版動畫登場的巡邏用白色中型車。
丰田皇冠（以180系為原型）
動畫版第3期登場的巡邏用白色中型車（有附設昇降機的功能）。

## 故事的主要舞台
原作、動畫共通
- 墨東署

簡稱BPS。美幸、夏實搭檔所隸屬的警視廳管轄下的警察署。所在地設定為墨田區錦絲町，電影中細密地描寫了這周遭的環境。動畫版裡警察局的外觀是以東京都立墨東醫院作範本。在劇場版裡地圖上所指示的警局所在地也是在都立墨東醫院的位置。沒有所謂的警察戲劇中出現的緊張氣氛，而是較開朗像一般企業般的建築物。此警局的形象也被取用於後來的《大搜查線》裡的灣岸署。警員有機械迷的女警、宿醉的女警、甚至是人妖女警，因為擁有比灣岸署更嚴重問題份子而有名，蟻塚警視正來督察時局內一度造成驚慌。此局內的車庫變成了美幸專用，是美幸另一個工作場所。似乎是由於問題份子眾多每次都會從本廳送人過來。
- 東京都墨田區錦絲町[注 7]
- 東京都足立區綾瀨
- 東京都江東區城東
- 東京都港區台場
- 東京都千代田區霞關

原作
- 環狀4號線（日语：環状4号線）（R4）
- 墨堤大街（日语：東京都道461号吾妻橋伊興町線）
- 東京都墨田區墨田
- 東京都立墨東醫院

以上皆為實際存在地區。

## 出版書籍
單行本
| 冊數 | 讲谈社         | 讲谈社             | 尖端出版社     | 尖端出版社         |
| 冊數 | 發售日期       | ISBN               | 發售日期       | ISBN               |
| ---- | -------------- | ------------------ | -------------- | ------------------ |
| 1    | 1987年12月17日 | ISBN 4-06-315001-1 | 1994年12月14日 | ISBN 957-71-2702-9 |
| 2    | 1988年6月23日  | ISBN 4-06-315003-8 | 1994年12月14日 | ISBN 957-71-2703-7 |
| 3    | 1989年12月3日  | ISBN 4-06-315007-0 | 1995年1月1日   | ISBN 957-71-2704-5 |
| 4    | 1989年11月22日 | ISBN 4-06-315012-7 | 1995年1月13日  | ISBN 957-71-2705-3 |
| 5    | 1990年8月23日  | ISBN 4-06-315025-9 | 1995年3月6日   | ISBN 957-71-2706-1 |
| 6    | 1991年9月21日  | ISBN 4-06-315038-0 | 1995年4月12日  | ISBN 957-71-2707-X |
| 7    | 1992年5月23日  | ISBN 4-06-315046-1 | 1995年4月24日  | ISBN 957-71-2708-8 |

新裝版
| 冊數 | 講談社        | 講談社                 |
| 冊數 | 發售日期      | ISBN                   |
| ---- | ------------- | ---------------------- |
| 1    | 1999年4月16日 | ISBN 978-4-06-314202-0 |
| 2    | 1999年4月19日 | ISBN 978-4-06-314203-7 |
| 3    | 1999年5月17日 | ISBN 978-4-06-314205-1 |
| 4    | 1999年5月19日 | ISBN 978-4-06-314206-8 |
| 5    | 1999年5月19日 | ISBN 978-4-06-314207-5 |

新書版
| 冊數 | 講談社        | 講談社                 |
| 冊數 | 發售日期      | ISBN                   |
| ---- | ------------- | ---------------------- |
| 1    | 2001年4月20日 | ISBN 978-4-06-334401-1 |
| 2    | 2001年4月20日 | ISBN 978-4-06-334402-8 |
| 3    | 2001年5月21日 | ISBN 978-4-06-334406-6 |
| 4    | 2001年5月21日 | ISBN 978-4-06-334407-3 |
| 5    | 2001年6月20日 | ISBN 978-4-06-334422-6 |
| 6    | 2001年6月20日 | ISBN 978-4-06-334423-3 |

文庫版
| 冊數 | 講談社        | 講談社                 |
| 冊數 | 發售日期      | ISBN                   |
| ---- | ------------- | ---------------------- |
| 1    | 2004年5月12日 | ISBN 978-4-06-360756-7 |
| 2    | 2004年6月11日 | ISBN 978-4-06-360757-4 |
| 3    | 2004年7月9日  | ISBN 978-4-06-360758-1 |
| 4    | 2004年8月10日 | ISBN 978-4-06-360759-8 |

### 動畫版彩色漫畫
逮捕令
| 冊數   | 講談社        | 講談社             |
| 冊數   | 發售日期      | ISBN               |
| ------ | ------------- | ------------------ |
| FILE.1 | 1996年2月23日 | ISBN 4-06-174481-X |
| FILE.2 | 1996年6月21日 | ISBN 4-06-174483-6 |
| FILE.3 | 1996年9月20日 | ISBN 4-06-174490-9 |
| FILE.4 | 1997年1月23日 | ISBN 4-06-174491-7 |

逮捕令 the MOVIE
| 冊數 | 講談社        | 講談社             |
| 冊數 | 發售日期      | ISBN               |
| ---- | ------------- | ------------------ |
| 1    | 1999年6月23日 | ISBN 4-06-310108-8 |
| 2    | 1999年8月23日 | ISBN 4-06-310109-6 |

逮捕令 Second Season
初版全套另附贈天田印刷加工印刷的交換卡片。
| 冊數 | 講談社         | 講談社             |
| 冊數 | 發售日期       | ISBN               |
| ---- | -------------- | ------------------ |
| 1    | 2001年9月21日  | ISBN 4-06-310139-8 |
| 2    | 2001年10月23日 | ISBN 4-06-310141-X |
| 3    | 2001年11月22日 | ISBN 4-06-310142-8 |
| 4    | 2001年12月21日 | ISBN 4-06-310143-6 |
| 5    | 2002年2月22日  | ISBN 4-06-310146-0 |
| 6    | 2002年3月22日  | ISBN 4-06-310148-7 |

### 插畫集
- 明信片書

| 冊數 | 講談社         | 講談社                 | 尖端出版社   | 尖端出版社           |
| 冊數 | 發售日期       | ISBN                   | 發售日期     | EAN                  |
| ---- | -------------- | ---------------------- | ------------ | -------------------- |
| 全   | 1996年11月20日 | ISBN 978-4-06-330028-5 | 2004年4月2日 | EAN 471-0614-36320-9 |

- 明信片書2 - 2002年2月14日發售、ISBN 978-4-06-330157-1

- 逮捕令 FILE-X - 1989年1月8日發售、ISBN 4-06-173445-8

### 小說
- 《逮捕令 Private File M&N》－由動畫版的編劇橫手美智子著作。

1999年5月14日發售、ISBN 4-06-347001-6

## 遊戲
《逮捕令》。2001年3月29日以初回限定版、通常版發售（PS，Pioneer LDC/HAMSTER）。

### 設定
時間的設定是在電視動畫第1期『逮捕令』和劇場版『逮捕令 the MOVIE』之間。並在遊戲說明書有附贈插畫家近藤敏信繪製、總共有2頁的插圖。另外來自講談社發行的公式指南書中主要登場人物設定的年齡方面，中嶋劍設定為33歳、二階堂賴子為25歳、葵雙葉為27歳。還有，主要登場人物的配音員陣容與動畫版相同。

### 遊戲版主題歌
片頭曲「START」
作詞：橫山武，作曲、編曲：HAL，主唱：玉川紗己子、平松晶子
片尾曲「GET A CHANCE」
作詞：松崎祐子，作曲、編曲：HAL，主唱：玉川紗己子、平松晶子

## 彈珠機
2006年由IGT所發行的同名彈珠機遊戲。是所謂「萌彈珠機」的一種。

## 電視劇

### 解說
2002年10月17日至12月12日在朝日電視台系統「週四連續劇」時段首播，全9話。
主題歌則選用瑪麗亞·凱莉的歌曲當片尾曲，片瀬那奈負責唱片頭曲。演員方面，特別客串的陣容有拳擊手鮑伯·薩普）、游泳選手伊恩·索普等人。
由於當時週四連續劇時段的贊助廠商有標緻汽車的關係，曾傳言巡邏車可能會使用標緻品牌，結果是依照原作使用本田TODAY車款。不過礙於贊助廠商的緣故，不能說出車款名稱的MOTOCOMPO被取名為「夏實SPECIAL」。汽車特技是由在《危險刑警》裡獲得好評的「TA-KA」所擔任，但是因為預算不足除了最終話以外無法盡情地表現特技。最終回駕駛的是第2代本田LEGEND。
同年在西武巨蛋舉行的日本大賽第3戰，西武獅對戰讀賣巨人的比賽是由原沙知繪與伊東美以婦警的裝扮在開球儀式中登場，長嶋一茂是以電視轉播的特別來賓身份出現。大概是由於這個關係，在電視劇最終話裡讀賣巨人元木大介、高橋由伸兩位選手有客串演出。
劇中有伊東美咲在喝蝶矢梅酒（當時是週四連續劇的贊助商）的「梅酒」場景，還有用鼻子哼廣告曲的鏡頭。
雖然演出者的設定與人選都有其特色在（也有某事務所的強烈影響），也有破壞原作、動畫迷心中形象而給予低評價的（相對於藤島筆下沒有高大女性的形象，原173cm、伊東171cm、吉岡169cm女演員陣容個個人高馬大造成了影響）。也有人認為看起來像是連續劇版的《出動！迷你裙警察》。
關於演員陣容，幾乎完全沒有忠實原作的地方，尤其是主角2人的安排採取了不意識原作的方針。戲劇化時本來的方針似乎是成為與原作、動畫不同的原創作品，但故事演出和原作過於迥異的緣故，只有標題一樣卻變成完全不同作品的批評聲音也不少，不被原作與動畫支持者所接受。
起用伊東和原做為主角的主要原因是特定事務所的強烈影響，而非考慮角色的形象來作分配，除此之外的角色安排也並非忠於原作。尤其是原作、動畫裡的交通課長被改為女性課長，完全是原創的演出。

### 演員（電視劇）

#### 班底演員
主要人物的演員部分請參照#登場人物。
- 岡林俊介（刑事課警部補）：金子昇（日语：金子昇）
- 高木浩志（交通課巡査）：金兒憲史（日语：金児憲史）
- 松阪友惠（交通課巡査）：曲山英里（日语：曲山英里）
- 牧村亮子（交通課警部）：渡邊惠里子
- 小橋勇次（小橋Motors社長）：飯田基祐（日语：飯田基祐）
- 小橋由佳（小橋Motors社長的女兒，高中生）：市川由衣
- 佐伯小道（小橋勇次的友人，青年）：速水茂虎道

※其他班底演員還有真野裕子等人。

#### 各話登場演員
第1話
- 伊恩·索普、丹直樹（日语：丹直樹）、天山廣吉（日语：天山広吉）、井田國彥（日语：井田國彦）、池永亞美（日语：池永亜美）、渥美博（日语：渥美博）

第2話
- 山本未來、井田國彥、神保悟志（日语：神保悟志）、Magy（日语：マギー (俳優)）、山上賢治（日语：山上賢治）

第3話
- 中里榮臣（日语：オミ）

第4話
- 甲本雅裕（日语：甲本雅裕）、倉澤桃子（日语：倉沢桃子）、渥美博

第5話
- 平賀雅臣（日语：平賀雅臣）、木村多江、近江谷太朗（日语：近江谷太朗）

第6話
- 鮑伯·薩普、大塚寧寧、大村彩子、弓削智久（日语：弓削智久）、青木堅治（日语：青木堅治）、永田杏奈（日语：永田杏奈）、水谷櫻（日语：水谷さくら）

第7話
- 遠山俊也（日语：遠山俊也）、渥美博、矢部健治（日语：やべけんじ）

第8話
- 細川茂樹（日语：細川茂樹）、齋藤陽子（日语：斎藤陽子）

最終話
- 元木大介、高橋由伸、西岡德馬（日语：西岡徳馬）、金子貴俊（日语：金子貴俊）、大林丈史（日语：大林丈史）、神保悟志（日语：神保悟志）、齋藤陽子、龜山助清（日语：亀山助清）

### 製作人員（電視劇）
- 原作：藤島康介（講談社《Afternoon KC》刊）
- 編劇：大石哲也（日语：大石哲也）
- 音樂：super soniQ inc.
- 選曲、音響效果：石井和之（日语：石井和之）
- 技斗：佐佐木修平（日语：佐々木修平）
- 技術協力：東通（日语：東通）
- 美術協力：FUJI ART（日语：フジアール）
- 工作室：東京媒體城市（日语：東京メディアシティ）
- 原案協力：河本清澄、中塚康博、吉田昌平（講談社《月刊Afternoon》編輯部）
- 首席製作人：五十嵐文郎（朝日電視台）
- 製作人：秋山純（朝日電視台）、中込卓也（朝日電視台）、和田豐彥（AVEC（日语：アベクカンパニー））
- 演出：赤羽博、飯島真一、位部將人（AVEC）
- 製作：朝日電視台、AVEC

### 主題歌
- 片頭曲：片瀨那奈「GALAXY（日语：GALAXY/TELEPATHY/FANTASY）」
- 片尾曲：瑪麗亞·凱莉「Through The Rain（英语：Through The Rain）」

### 放送日程
| 話數                                         | 首播日期       | 日文標題 | 演出     | 收視率 |
| -------------------------------------------- | -------------- | -------- | -------- | ------ |
| 第1話                                        | 2002年10月17日 |          | 赤羽博   | 10.7%  |
| 第2話                                        | 2002年10月24日 |          | 赤羽博   | 09.6%  |
| 第3話                                        | 2002年10月31日 |          | 飯島真一 | 08.9%  |
| 第4話                                        | 2002年11月07日 |          | 赤羽博   | 09.9%  |
| 第5話                                        | 2002年11月14日 |          | 飯島真一 | 08.7%  |
| 第6話                                        | 2002年11月21日 |          | 赤羽博   | 07.9%  |
| 第7話                                        | 2002年11月28日 |          | 赤羽博   | 08.6%  |
| 第8話                                        | 2002年12月05日 |          | 位部将人 | 08.5%  |
| 最終話                                       | 2002年12月12日 |          | 赤羽博   | 08.7%  |
| （來自關東地區、Video Research的收視率調查） |                |          |          |        |

## 黏土公仔
來自「逮捕令 全速前進」。由PVC塗裝的完成品。原型製作、總經銷商：（株）ATERIER彩
- 本夏実
- 小早川美幸

## 備註
- 一部份的地區未播放動畫而播電視劇（也有相反的情形）。

## 腳註

### 來源
1. ↑  原作漫畫（單行本第1冊）第18話。
2. ↑  原作漫畫（單行本第2冊）第32話。
3. 1 2  動畫版第1期的設定。
4. ↑  動畫版第3期的第17話。
5. ↑  動畫第一期FILE.7
6. 1 2 3  原作第66話。
7. ↑  來自遊戲説明書的記載。

## 外部連結
- TBS電視台《逮捕令 全速前進》公式官網 （页面存档备份，存于） （日語）
- PlayStation遊戲『逮捕令』公式官網 （页面存档备份，存于） （日語）
- 電視劇《逮捕令》－朝日電視台 （日語）（2002年12月7日的檔案館）